# Kamor
Kamor är en bergstopp i Schweiz.   Den ligger i kantonen Appenzell Innerrhoden, i den östra delen av landet, 160 km öster om huvudstaden Bern. Toppen på Kamor är 1 751 meter över havet, eller 82 meter över den omgivande terrängen. Bredden vid basen är 0,57 km.
Terrängen runt Kamor är kuperad åt nordost, men åt sydväst är den bergig. Runt Kamor är det tätbefolkat, med 356 invånare per kvadratkilometer.. Närmaste större samhälle är Sankt Gallen, 17,1 km nordväst om Kamor. 
Omgivningarna runt Kamor är en mosaik av jordbruksmark och naturlig växtlighet.